# Idaea lanceolescens
Idaea lanceolescens là một loài bướm đêm trong họ Geometridae.